# Jodła górska

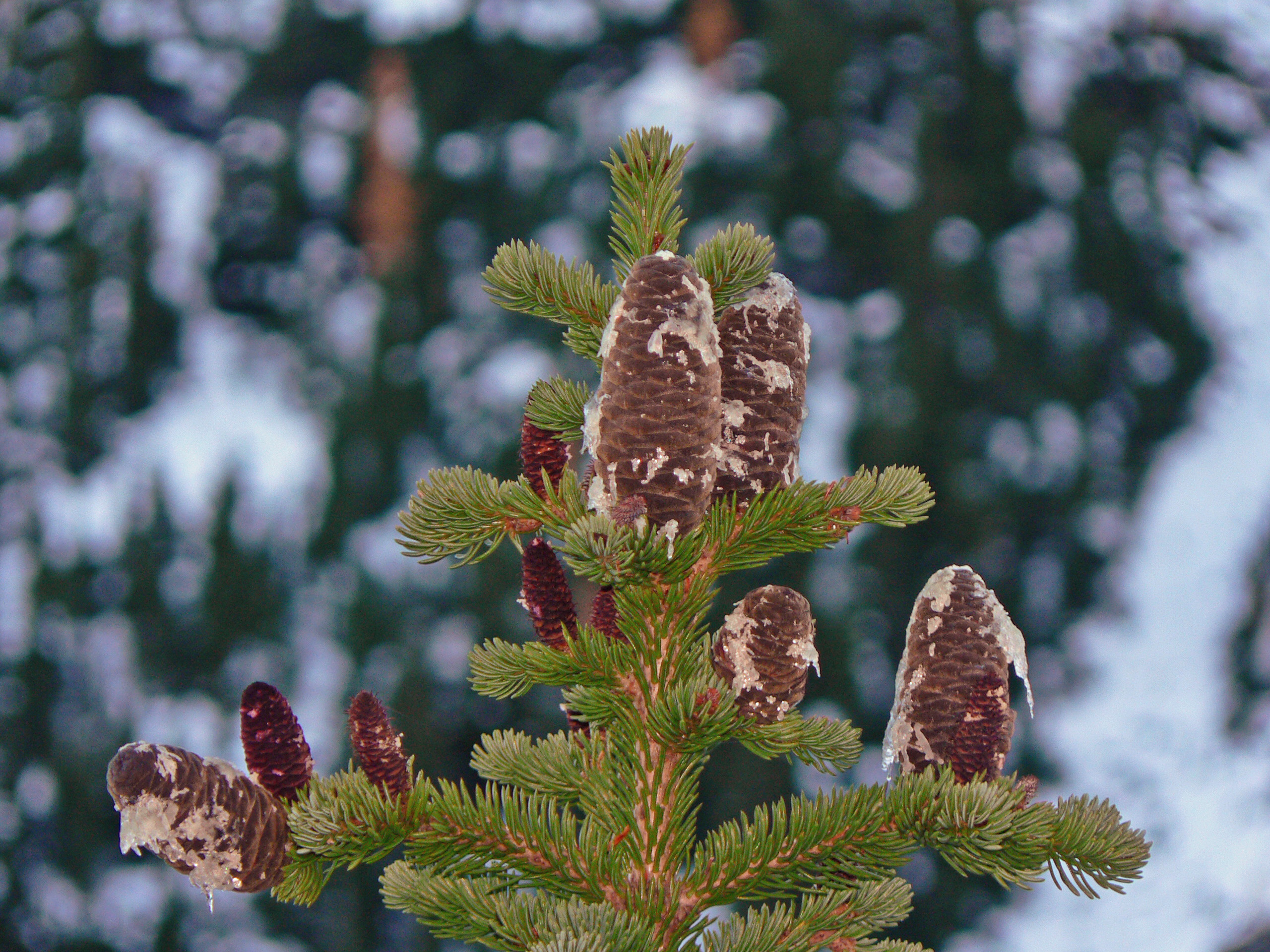
Szyszki i pędy

Jodła górska (Abies lasiocarpa) – gatunek zimozielonego drzewa z rodziny sosnowatych. Pochodzi z Ameryki Północnej, występuje w górach Yukonu, Kolumbii Brytyjskiej, zachodniej Alberty, południowo-wschodniej Alaski, Waszyngtonu, Oregonu, zachodniej Montany aż do północno-zachodniej Kalifornii. Rośnie w górach na wysokości od 300 do nawet 3500 m n.p.m. w klimacie chłodnym, z długimi, bogatymi w śnieg zimami i chłodniejszym latem suchym w pierwszej połowie i obfitującym w opady w drugiej jego części i jesienią (roczna suma opadów wynosi 635–889 mm, średnia roczna temperatura wynosi 1,7 °C). Preferuje ubogie gleby bielicowe oraz miejsca kamieniste (nie rośnie na glebach wapiennych). W miejscach występowania rośnie razem ze świerkiem Engelmanna (Picea engelmannii) i sosną ościstą (Pinus aristata). W Ameryce popularna jako drzewko na choinki świąteczne. W Polsce w uprawie znajduje się kilka odmian jodły górskiej np.: ‘Compacta’ – osiągającą do 3 m wysokości, ‘Argentea’ – do 6 m wysokości, o igłach wyjątkowo długich – do 4 cm, ‘Green Globe’ – kulisty pokrój do 1 m wysokości.

## Morfologia

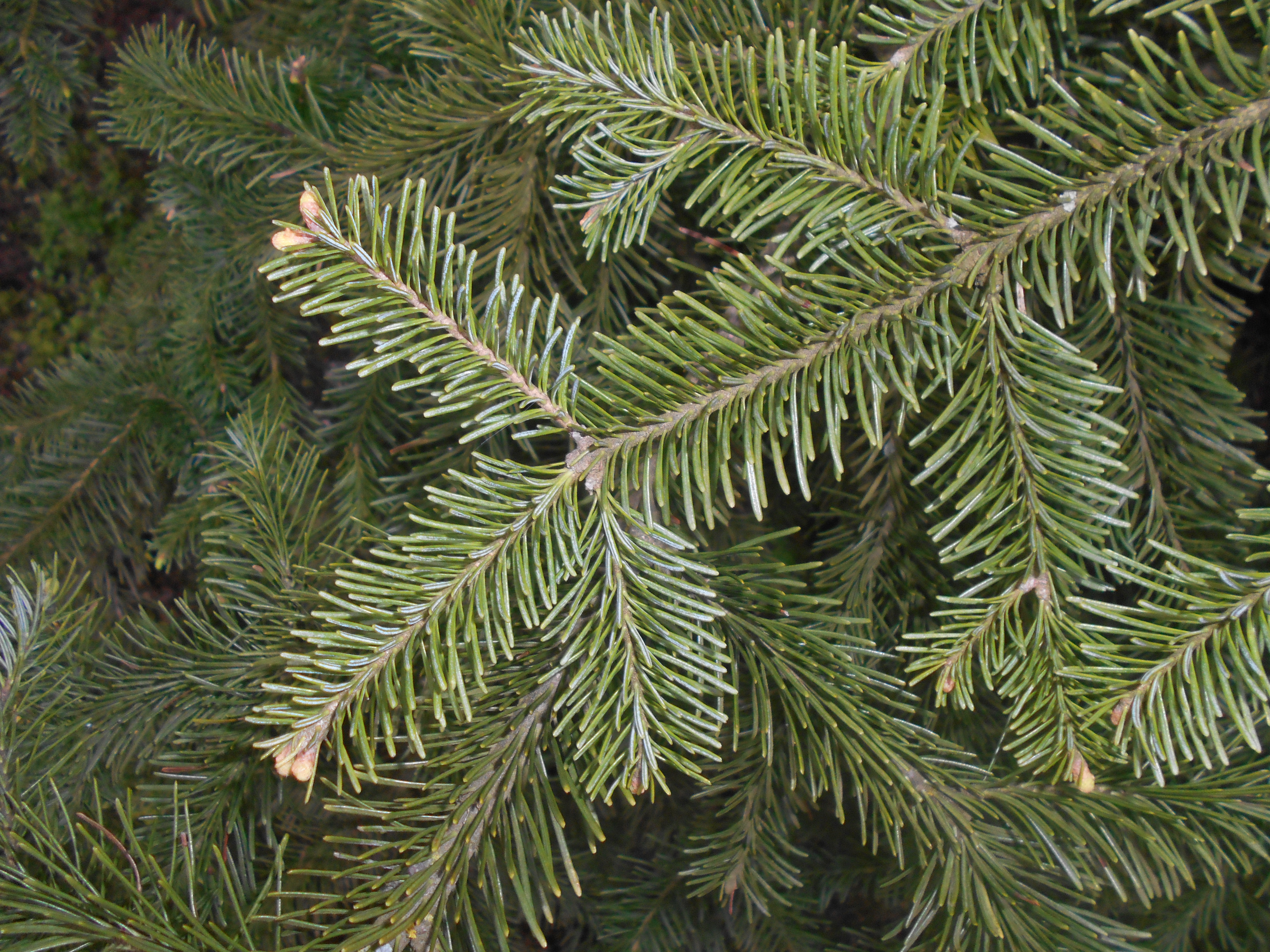
Igły jodły górskiej

PokrójKorona stożkowata, wąska, regularnie rozgałęziona. Dorasta do 20 m wysokości (wyjątkowo do 40 m). Pędy żółto-zielone lub żółto-brązowe, z drobnymi rowkami wokół nasady igieł. Kora Na młodych drzewach jasnoszara, gładka, w starszych egzemplarzach spękana i łuszcząca się dużymi płatami. Pączki małe, okrągłe lub owalne, pokryte bladymi pomarańczowo-brązowymi łuskami, pokryte żywicą.
LiścieIgły niebiesko-zielone do niebiesko-białawego, 2–3 cm długości, szerokości około 2 mm, na końcach nacięte lub całe, na spodniej stronie dwa białe paski, na młodych pędach rozłożone promieniście, na starszych w dolnej ich części grzebieniasto rozłożone, skierowane ku wierzchołkowi.
SzyszkiSiedzące, jajowate, podłużne lub cylindryczne, 6–12 cm długości, 4 cm szerokości, niedojrzałe niebiesko-fioletowe, dojrzałe ciemnobrązowo-fioletowe. Łuski nasienne w kształcie wachlarza lub w kształcie klina, 1-2,5 cm. Pierwsze szyszki pojawiają się na drzewach w wieku 50 lat.